# مهند ابراهیم

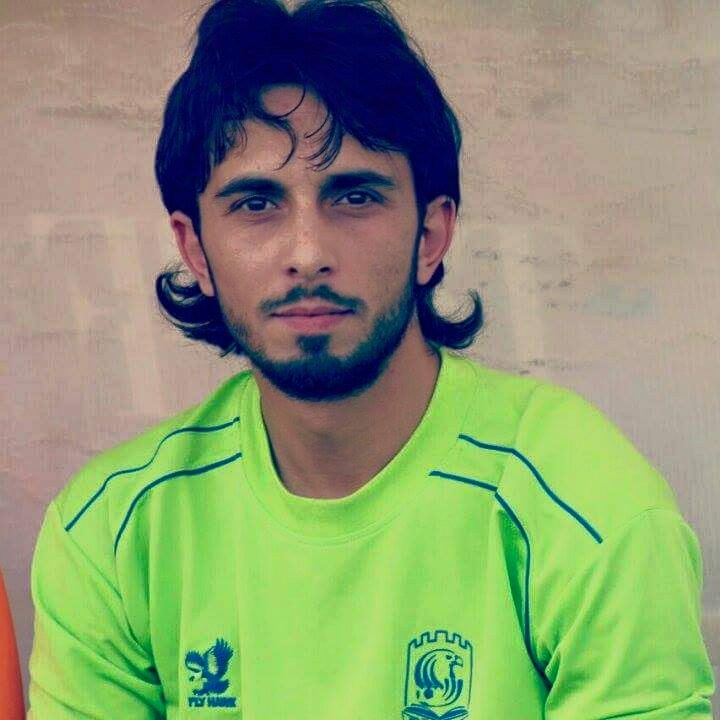
مهند ابراهیم

مهند ابراهیم (عربی: مهند إبراهيم علي إبراهيم؛ زادهٔ ۱ فوریهٔ ۱۹۸۶) یک ورزشکار اهل سوریه است.
از باشگاه‌هایی که در آن بازی کرده‌است می‌توان به باشگاه فوتبال الکرامه سوریه، باشگاه فوتبال الاتفاق عربستان سعودی، باشگاه فوتبال تپلیس، باشگاه ورزشی الوحدات، باشگاه فوتبال الصناعه، تیم ملی فوتبال زیر ۲۳ سال سوریه، و تیم ملی فوتبال سوریه اشاره کرد.
وی همچنین در تیم‌های ملی فوتبال زیر ۲۳ سال سوریه سوریه بازی کرده است.